# Lista de primeiros-ministros do Uzbequistão
A seguir uma lista de primeiros-ministros da República do Uzbequistão, desde sua independência em 1 de setembro de 1991.
| Nº | Primeiro-ministro   | Retrato | Início do mandato      | Fim do mandato         | Partido          |
| -- | ------------------- | ------- | ---------------------- | ---------------------- | ---------------- |
| 1  | Islam Karimov       |         | 1 de setembro de 1991  | 8 de janeiro de 1992   | PCUS             |
| 2  | Abdulhashim Mutalov |         | 8 de janeiro de 1992   | 21 de dezembro de1995  | PDPU             |
| 3  | O‘tkir Sultonov     |         | 21 de dezembro de 1995 | 11 de dezembro de 2004 | PDPU             |
| 4  | Shavkat Mirziyayev  |         | 11 de dezembro de 2004 | 14 de dezembro de 2016 | Milliy Tiklanish |
| 5  | Abdulla Aripov      |         | 14 de dezembro de 2016 | em exercício           | O'zlidep         |